# Six Silver Strings
Six Silver Strings è un album in studio del musicista e cantante statunitense B.B. King, pubblicato nel 1985.

## Tracce
1. Six Silver Strings
2. Big Boss Man
3. In the Midnight Hour
4. Into the Night
5. My Lucille
6. Memory Lane
7. My Guitar Sings the Blues
8. Double Trouble